# ローレンス・スターン
ローレンス・スターン（Laurence Sterne, 1713年11月24日 - 1768年3月18日）は18世紀イギリスの小説家、牧師。未完の長編小説『紳士トリストラム・シャンディの生涯と意見』（以下、『トリストラム・シャンディ』と呼ぶ）の作者として知られる。

## 生涯
- 南アイルランドのティペラリー県クロンメル生まれ。ローレンスの曾祖父リチャード・スターンはケンブリッジ大学ジーザス・カレッジの学寮長に選ばれ、王政復古後のヨーク大主教だった。父ロジャー・スターンは陸軍将校で、ローレンスは7人兄弟の長男であるが、姉のマリーと末妹カトリーヌ以外は早世した。10歳近くまで、ローレンスは家族とともに、父ロジャーの連隊の移動に伴って各地を転々とする。
- 1722年、ヨークに住む伯父リチャードに預けられ、ハリファックス近郊のグラマー・スクールへ入学。
- 1731年、父ロジャーが一羽のガチョウをめぐる喧嘩がもとで同僚と決闘。相手に刺され、一命はとりとめたものの、すぐにジャマイカ島へ派遣となり、ロジャーはこの地で熱病にかかって没してしまう。
- 1733年、ローレンスは伯父（ロジャーの兄）リチャードやその子で従兄に当たるリチャードの援助を受け、ケンブリッジ大学へと進学する。その後、曾祖父であるスターン大主教によって創設されていた奨学生に選ばれる。
- 1737年に学士、1740年には修士を取得。その後サットンで教区牧師となる。
- 1741年に結婚。妻エリザベスとの間には娘リディアが生まれた。

以降、聖職者としての地位は徐々に上がったものの、当時としてはごく平凡な田舎牧師であった。ただ、大学時代に知り合った友人ハル・スティーヴンソンは裕福な蔵書家で、スティーヴンソンとの交流によって、フランスの滑稽文学やモンテーニュ、セルバンテス、ロック、ラブレーらの著作に親しく接した。
- 1759年、スターンはヨーク地区の宗教界の勢力争いを風刺した小冊子を刊行した。その後『トリストラム・シャンディ』の執筆にとりかかる。
- 1760年1月、『トリストラム・シャンディ』第1巻・第2巻を自費出版する。このときスターン46歳。 この作品は大評判となり、スターンはヨークばかりかロンドンでも有名人となる。社交界に迎えられると、彼の個性的な人柄によってますます人気者となった。当時、スターンと晩餐をともにするには2週間前から予約が要るほどであったとされる。この年、スターンはコックスウォルドに住いを移す。
- 1761年1月、『トリストラム・シャンディ』第3巻・第4巻を出版。同年12月に『トリストラム・シャンディ』第5巻・第6巻を出版。スターンは以前から結核の症状があったが、この年に再び喀血した。
- 1762年、フランスで転地療養する。病状は小康を得て、パリの社交界での歓迎にも気を良くしたという。一方、妻のエリザベスとは次第に冷めた関係となり、この年以降、スターンと妻エリザベスがそれぞれに転地療養のためにフランスへ渡ることが多くなり、別居同然となった。
- 1765年1月、『トリストラム・シャンディ』第7巻・第8巻を出版。
- 1767年1月、『トリストラム・シャンディ』第9巻を出版。しかし以後は続編を出せず、未完のまま終わった。この年、若き人妻エリザベス・ドレーパーと知り合って恋愛関係となり、彼女がインドの夫のもとへ帰る際、お互いに日記をつけることを約束した。この日記は20世紀に入って、『イライザへ送る日記』(The Journal to Eliza)として出版された。
- 1768年2月、『センチメンタル・ジャーニー』(A Sentimental Journey)を出版。これは静養を兼ねた大陸旅行の体験から生まれた作品で、『トリストラム・シャンディ』にも登場する人物名を使って「ヨリック著」としている。その後、病状が悪化、しばしば喀血し、同年3月ロンドンで没した。

## 『トリストラム・シャンディ』とスターンの評価
『トリストラム・シャンディ』は、物語の主人公であるはずのトリストラムがなかなか登場せず、筋書きが脱線に次ぐ脱線になっていると同時に、奇抜なページデザインや記号使用が駆使されていて、「どこが頭で尻尾かわからない、海鼠の化物みたいな作品」と形容される。作中で読者への呼びかけがなされるなど、一種のメタフィクションでもある。
この作品は、大きく2つの特徴が指摘されている。ひとつは、一見脈絡のないでたらめな展開でありながら、小説で取扱われる様々な事件は、実は時系列的に順序立てられていて、再構成が可能となっていること。2つには、これらの「脱線」には、ジョン・ロックが『人間悟性論』（1689年）で初めて指摘した「連想」あるいは「観念連合」の原理が用いられていて、この原理によって、構成的にも内容的にも作品全体が支えられていることである。
ローレンス・スターンの小説は、19世紀にはユーモア文学の一材料としての評価に過ぎなかったが、20世紀に入って、ジェイムズ・ジョイスやマルセル・プルースト、ヴァージニア・ウルフら「意識の流れ」を追求した文学の潮流が起こると、これらの源流的位置付けを占める存在として再評価されるようになった。1968年には、没後200年を記念してイギリスで「スターン200年祭」が開かれた。

### 日本への紹介
ローレンス・スターンを日本に初めて紹介したのは夏目漱石である。1897年（明治30年）に漱石は『トリストラム、シャンデー』と題する文章を発表、自身の小説『吾輩は猫である』などでも影響を受けたものと見られる。

## 著作
- A Political Romance（1759年）
- The Life and Opinions of Tristram Shandy, Gentleman（1759年）
  - トリストラム・シャンディ（全3冊、朱牟田夏雄訳、岩波文庫、1969）、筑摩世界文学大系版でも刊
  - トリストラム・シャンディ氏の生活と意見　（綱島窈訳、八潮出版社、1987）

- The Sermons of Mr. Yorick（1760年 - 1766年）
- Journal to Eliza（1766年 - 1767年）

不倫相手のエリザとの文通。ノンフィクション。
- A Sentimental Journey through France and Italy, by Mr.Yorick（1768年）
  - センチメンタル・ジャーニー　（松村達雄訳、養徳社、1947）、岩波文庫 1952、復刊1987ほか
  - センチメンタル・ジャーニイ 独・伊を過りて 村上至孝訳 弘文堂書房、1947
  - 風流漂泊 織田正信訳、新月社、1948
  - センチメンタル・ジャーニー（山口孝子・渡辺万里訳、新潮文庫、1952）
  - センチメンタル・ジャーニィ ヨーリック師のフランスとイタリーを巡る（小林亨訳、朝日出版社　1984）
  - センチメンタル・ジャーニー（高橋昌久訳、京緑社　2021）